# Marko Mlakar
Marko Mlakar – słoweński skoczek narciarski reprezentujący Jugosławię, później sędzia skoków narciarskich.
Występował w Turnieju Czterech Skoczni. Najwyższym zajętym przez niego miejscem było 14. w Garmisch-Partenkirchen podczas 27. TCS.
Po zakończeniu kariery został sędzią skoków narciarskich. Był m.in. dyrektorem Mistrzostw Świata w Lotach Narciarskich 2004, asystentem sędziego technicznego podczas ich edycji w 2006 i 2008 oraz asystentem delegata technicznego podczas Lotos Poland Tour.